# Mount Barbakan
Mount Barbakan (polnisch Góra Barbakan) ist ein mehr als 300 m hoher Berg auf King George Island im Archipel der Südlichen Shetlandinseln. An der Südküste der Insel ragt er auf der Krakau-Halbinsel zwischen der Legru Bay im Süden und der King George Bay im Norden auf.
Polnische Wissenschaftler benannten ihn 1980 nach dem Barbakan von Krakau.